# Нижні Халчі
Нижні Халчі (рос. Нижние Халчи) — присілок в Фатезькому районі Курської області Російської Федерації.
Населення становить 186 осіб. Входить до складу муніципального утворення Солдатська сільрада.

## Історія
Населений пункт розташований на території українського етнічного та культурного краю Східна Слобожанщина.
Від 2004 року входить до складу муніципального утворення Солдатська сільрада.

## Населення
| 1862 | 1877 | 1897 | 1979 | 1989 | 2002 | 2010 |
| ---- | ---- | ---- | ---- | ---- | ---- | ---- |
| 318  | ↗514 | ↘492 | ↘305 | ↘245 | ↘233 | ↘186 |